# Kalatorjärvi
Kalatorjärvi är en sjö i Kiruna kommun i Lappland och ingår i Torneälvens huvudavrinningsområde. Sjön har en area på 0,103 kvadratkilometer och ligger 380,9 meter över havet. Kalatorjärvi ligger i Torneträsk-Soppero fjällurskog Natura 2000-område.

## Delavrinningsområde
Kalatorjärvi ingår i det delavrinningsområde (757398-174356) som SMHI kallar för Ovan VDRID = Tulusjoki i Lainioälvens vattendrags*. Medelhöjden är 385 meter över havet och ytan är 53,47 kvadratkilometer. Räknas de 210 avrinningsområdena uppströms in blir den ackumulerade arean 3 127,27 kvadratkilometer. Lainioälven som avvattnar avrinningsområdet har biflödesordning 2, vilket innebär att vattnet flödar genom totalt 2 vattendrag innan det når havet efter 377 kilometer. Avrinningsområdet består mestadels av skog (44 procent) och sankmarker (51 procent). Avrinningsområdet har 2,65 kvadratkilometer vattenytor vilket ger det en sjöprocent på 4,9 procent.